# Société de Marie (Marianistes)
Pour les articles homonymes, voir Société de Marie, Marianistes polonais, Pères maristes et Frères maristes.

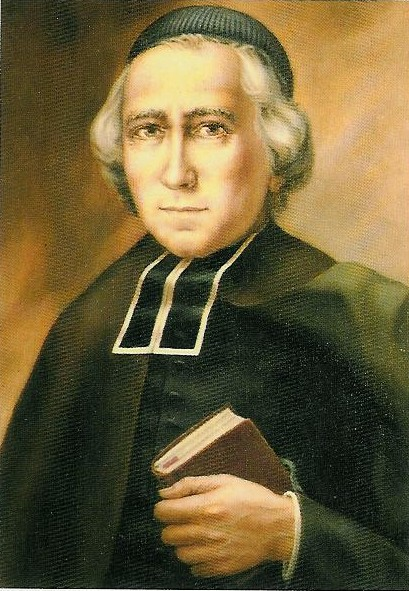
Le bienheureux Guillaume-Joseph Chaminade (1761-1850), fondateur de la Famille marianiste, par le peintre marianiste Joseph Vabre.

La Société de Marie (Marianistes) est une congrégation religieuse catholique masculine fondée le 2 octobre 1817 à Bordeaux par, entre autres, Guillaume-Joseph Chaminade (8 avril 1761, Périgueux - 22 janvier 1850 à Bordeaux), ordonné prêtre en 1785, ayant refusé de prêter serment à la constitution civile du clergé (réfractaire) lors de la Révolution, réfugié en Espagne, béatifié par Jean-Paul II le 3 septembre 2000 à Rome.

## Caractéristiques
Cette congrégation a pour but l'enseignement de la foi. Afin de réaliser cet objectif, elle s'est consacrée depuis sa fondation, de manière privilégiée, à l'éducation des jeunes, en particulier dans le monde scolaire. La formation chrétienne des adultes (spécialement des jeunes adultes) est aussi l'une de ses activités fondamentales, particulièrement au moyen de groupes de foi parmi lesquels les Communautés laïques marianistes (CLM) occupent une place de choix.
Dans la famille marianiste, il convient également de mentionner la congrégation des Filles de Marie Immaculée, fondée un an auparavant, en 1816 par le même Père Chaminade et Adèle de Batz de Trenquelléon (1789-1828), originaire de Feugarolles, près d'Agen.
Enfin la famille marianiste compte encore deux branches : l'Alliance mariale qui est un institut séculier dans lequel des laïques font des vœux privés ; et les Communautés laïques marianistes, héritière de la Congrégation mariale de Bordeaux que fonda le bienheureux Guillaume-Joseph Chaminade en 1800. Cette quatrième branche (historiquement la première et qui justifia la fondation des instituts religieux) est constituée de laïcs non consacrés.

## Supérieurs généraux
Selon les indications de la règle actuelle de la Société de Marie : « Le Supérieur général, gouverne la Société selon les prescriptions de la Règle et les directives des chapitres généraux. Il est le signe visible de l'unité de la Société ». Quatorze supérieurs généraux se sont succédé à la tête de la congrégation :
- Guillaume-Joseph Chaminade (1817-1845)
- Georges-Joseph Caillet (1845-1868)
- Jean-Joseph Chevaux (1868-1875)
  - Charles Demangeon (1875-1876) (vicaire général)
- Joseph Simler (1876-1905)
- Joseph Hiss (1905-1922)
  - Henri Lebon (1922-1922) (vicaire général)
- Ernest-Joseph Sorret (1923-1933)
  - François-Joseph Jung (1933-1934) (vicaire général)
- François-Joseph Kieffer (1934-1940)
  - François-Joseph Jung (1940-1946) (vicaire général)
- Sylvester Joseph Juergens (1946-1956)
- Paul-Joseph Hoffer (1956-1971)
- Stephen Joseph Tutas (1971-1981)
- José María Salaverri (1981-1991)
- Quentin Joseph Hakenewerth (1991-1996)
- David Joseph Fleming (1996-2006)
- Manuel Cortés (2006-2018)
- André-Joseph Fétis (2018 - présent)

## Établissements scolaires marianistes
En 1998, il y a 102 établissements dans le monde.

### Pédagogie
- vivre dans une ambiance d'esprit de famille
- éduquer dans une perspective de foi
- offrir une éducation intégrale de qualité
- préparer à servir la justice et la paix
- rendre capable de s'adapter aux changements

### en France
Frères
- Collège Saint-Louis de Réquista
- Ensemble scolaire Sainte-Marie Grand Lebrun à Bordeaux
- Lycée Sainte-Maure de Sainte-Maure
- Institution Sainte-Marie d'Antony
- Institution Sainte-Marie de Belfort
- Institution Sainte-Marie de Saint-Dié-des-Vosges
- Collège et Lycées Sainte-Marie de Lons-le-Saunier
- Institut Chaminade de Fiac dans le Tarn (81)
- Institut Stanislas à Cannes
- Collège Stanislas de Paris

Sœurs
- École & LAP agricole Sainte Geneviève Astaffort
- Institution de Petit-Val Sucy-en-Brie
- Institution Adèle de Trenquelléon Agen

### en Europe
38 établissements
Province Autriche - Allemagne
- Hauptschule - Freistadt - Autriche
- Realschule und Gymnasiale Oberstufe - Fulda - Allemagne
- Albertus Magnus-Schule Studentenheim, Gymnasium, Volksschule - Vienne - Autriche
- KMS - Vienne - Autriche

Région de Suisse
- Institut BRIG
- Freie Katholische Sekundarschule - Zurich
- Institut de Fribourg en Suisse
- Sion en Suisse

Province d'Irlande
- St. Laurence College - Dublin - Irlande

Province de Madrid
- Colegio San Felipe Neri - Cadix - Espagne
- Colegio Nuestra Señora del Prado - Ciudad Real - Espagne
- Colegio Nuestra Señora del Pilar - Jerez de la Frontera - Espagne
- Fundacion Education Marianista Domingo Lazaro - Madrid - Espagne
- Colegio HH. Amoros - Madrid - Espagne
- Colegio Nuestra Señora del Pilar - Madrid - Espagne
- Colegio Santa Ana y San Rafael - Madrid - Espagne
- Colegio Sta. María del Pilar - Madrid - Espagne
- Colegio Nuestra Señora del Pilar - Pola de Lena
- Colegio Nuestra Señora del Pilar - Valladolid - Espagne

Province de Saragosse
- Colegio Virgen de la Chanca - Almería - Espagne
- Centro Mater Asunta - Almería - Espagne
- Colegio Santa María - Logroño - Espagne
- Colegio Catolico Santa María - Saint-Sébastien - Espagne
- Colegio Nuestra Señora del Pilar - Valence - Espagne
- Colegio Santa María - Vitoria - Espagne
- Colegio Bajo Aragon - Saragosse - Espagne
- Colegio Santa María del Pilar - Saragosse - Espagne

Province Italie
- Istituto Santa Maria - Rome
- Istituto Santa Maria - Pallanza (Verbania)

En Belgique
- Institut Sainte Marie - Rèves
- Collège Sainte-Marie - Boussu, Saint-Ghislain

### en Afrique
13 établissements :
Secteur du Congo
- École Sainte-Rita - Moukondo - Brazzaville - Congo
- Lycée Sainte-Rita - Brazzaville - Congo
- Institut Chaminade - Voka - Congo
- Institut Supérieur d'Informatique Chaminade - Kinshasa - République démocratique du Congo

District de Côte d'Ivoire
- Collège Notre-Dame-d'Afrique - Abidjan- Côte d'Ivoire
- Collège Saint-Jean-Bosco - Abidjan - Côte d'Ivoire

Région du Togo
- Collège Chaminade - Kara Togo
- Lycée Robert Mattlé - Sotouboua - Togo, Région Centrale
- Collège Chaminade - Natitingou - Bénin

Province de France
- École Secondaire Libre - Tunis - Tunisie

District d'Afrique de l'Est
- Chaminade Secondary School - Karonga - Malawi
- Matero Boys' Secondary School - Lusaka - Zambie
- Our Lady of Nazareth Primary School - Nairobi - Kenya

### aux États-Unis
21 Collèges :
Province des États-Unis
- Daniel J. Gross Catholic High School (en) (Bellevue)
- Chaminade College Preparatory Chatsworth (en), West Hills
- Archbishop Moeller High School (en) (Cincinnati)
- Purcell Marian High School (en) (Cincinnati)
- Villa Angela-St. Joseph High School (Cleveland)
- Chaminade-Julienne High School (Dayton)
- Nolan Catholic High School (en) (Fort Worth)
- Chaminade-Madonna College Preparatory (Hollywood)
- Saint Louis School (en) (Honolulu)
- North Catholic High School (Pittsburgh)
- Central Catholic High School (San Antonio)
- Archbishop Riordan High School (en) (San Francisco)
- Colegio San José (en) (San Juan)
- Chaminade College Preparatory School (en) (St. Louis)
- St. Mary’s High School (St. Louis)
- St. John Vianney High School (St. Louis)
- St. Anthony Jr/Sr High School (Wailuku)

Province de Meribah
- Chaminade High School (en) - Mineola
- Saint Martin de Porres Marianist School - Uniondale
- Kellenberg Memorial High School (en) - Uniondale

3 Universités :
Province des États-Unis
- Chaminade University of Honolulu
- St. Mary's University (en)
- University of Dayton

### Reste du monde
32 Établissements:
Région Japon
- Sapporo Kosei Gakuen - Sapporo - Japon
- Kaisei Gakuen- Nagasaki - Japon
- Osaka Meisei Gakuen - Osaka - Japon
- Gyosei (en) Gakuen | école de l'étoile du matin- Tokyo - Japon

Région Corée
- Daegun High School - Incheon
- Inchon Jeil High School - Inchon
- Marianist High School - Mokpo

Région Pérou
- Colegio San Antonio - Callao
- I.E.S.P. "Chaminade - Callao
- Colegio Santa María - Surco
- Colegio María Reina - San Isidro
- Colegio San José Obrero - Trujillo

District Inde
- Deepahalli Educational Centre - Bangalore
- The REDS Project - Bangalore
- Morning Star High School - Nepal
- Budakata Middle School - Orissa
- St. Mary's Multipurpose Training Institute and Youth Ministry - Patna
- Prabhat Tara School - Ranchi
- REDS - Ranchi
- Roro Binda Upper Primary School - Ranchi

Région Argentine
- Departamento de Educacion Marianista - Buenos Aires
- Colegio Marianista - Buenos Aires
- Colegio Marianista - Junín
- Colegio Marianista San Agustin - Nueve de Julio

Région Chili
- Instituto Linares - Linares
- Colegio Santa María de la Cordillera - Puente Alto
- Colegio Parroquial San Miguel - Santiago
- Instituto Miguel León Prado - Santiago

Région Colombie-Équateur
- Colegio la Paz - Bogota - Colombie
- Colegio Cooperativo Espiritu Santo - Girardot - Colombie
- Colegio Hermano Miguel - Latacunga - Équateur
- Colegio San Clemente - San Clemente - Colombie

Les marianistes sont aussi présents en Haïti.
Il y a deux maisons de formation dont une maison de Noviciat.